# Paul Schulze
Paul Schulze (12 de junio de 1962) es un actor estadounidense. Es más conocido por interpretar a Ryan Chappelle en la serie de FOX 24, desde 2001 y hasta 2004, y al Padre Phil Intintola en The Sopranos, desde 1999 y hasta 2006.

## Carrera
Además de sus papeles en 24 y The Sopranos, Schulze apareció en series como Justice y Suits y ha tenido papeles como invitado en Law & Order, JAG, CSI: Crime Scene Investigation, The West Wing, NCIS, Oz, Frasier, NYPD Blue, Cold Case, Boston Legal, Journeyman, Numb3rs, Mad Men, Mentes criminales, The Closer y Terminator: The Sarah Connor Chronicles. En el cine, tuvo roles en Clockers (1995) y Don't Say a Word (2001) y en películas de David Fincher como Panic Room (2002) y Zodiac (2007). En 2008 apareció como Michael Burnett en la película Rambo, cuarta entrega de la saga del mismo nombre.
Coprotagonizó como Eddie la serie Nurse Jackie, la cual se transmitió desde 2009 y hasta 2015.

En 2017 apareció en la serie de Netflix The Punisher, en la cual interpretó al Jefe de Operaciones Especiales de la CIA William Rawlins.

## Filmografía parcial

### Cine y televisión
- Laws Of Gravity  (1991)
- New Jersey Drive (1995)
- Clockers (1995)
- Los Soprano (1999)
- Don't Say a Word (2001)
- 24 (2001 - 2004)
- Panic Room (2002)
- Zodiac (2007)
- Rambo (2008)
- The Mentalist (2012)
- Are You Here (2014)
- Suits (2016-2017)
- The Punisher (2017)
- The Expanse (2019)